# 乔培新
乔培新（1912年8月3日—2007年5月31日），曾用名乔森显、苏子仁，内蒙古达拉特旗人。中华人民共和国政治人物。

## 生平
1912年8月3日生。1933年9月，入读清华大学法学院经济系。1936年，加入中国共产党，并参加中华民族解放先锋队工作。1937年6月，毕业于清华大学经济系。抗日战争时期，受中共清华大学地下组织的派遣，回到绥远省开展党的地下工作，当时的公开身份是在绥远省搞统计工作，后在绥远省工科职业学校当教员。当时中共河套特委任乔培新为地下党五原县委委员、五原县一区区委书记。期间乔培新利用承办土地案件为百姓伸张正义。之后，他又被傅作义任命为五原县抗日动员委员会书记。1939年，傅作义委任乔培新为包头县县长。
1940年春，中共伊克昭盟工作委员会决定成立了中共包头县委，李秉清任县委书记，张子刚任组织委员，乔培新任宣传委员。乔培新不断扩大县政府编制，并在国民党正规军和地方杂牌军内开展分化瓦解工作。在得到国民党要剿灭伊克昭盟三段地和河套地区中共党组织的消息后，到达拉特旗耳字壕镇的河洛图向李秉清作了汇报，李秉清又及时到三段地向党组织作了汇报，使党的地下组织成功转移。同年冬，由于原中共临河县委书记赵子丰被捕后叛变，使河套地下党组织受到严重破坏，傅作义下令让伊克昭盟游击区司令苏开元逮捕乔培新，苏开元有意放走了乔培新。于是，乔培新带了十几个县政府的兵向中共伊克昭盟工委的驻地转移，多次经过关卡，几经周折，到第二年春天到了木凯淖尔，找到了伊克昭盟工委，向负责人杨一木、李维新作了汇报。后来国民党行政院、绥远省政府都下令通辑乔培新。伊克昭盟游击区司令苏开元因没有抓到乔培新被撤职。1941年，经党组织批准到延安工作，历任陕甘宁边区银行调查科科长、调查处副处长、处长、副行长。1948年，担任西北五省总行行长。
中华人民共和国成立后，历任西安市金融处科长、中国人民银行西北区行副行长、行长。1955年1月，任中国农业银行行长。1955年10月，历任中国人民银行总行党组成员、副行长，中国银行总经理、董事长。1979年7月，任中国银行名誉董事长。1982年5月，任中国人民银行顾问。1984年，任中国金融学会会长。他是第六、七届全国政协委员。
2007年5月31日，在北京逝世，享年95岁。